# Victor Obinna
Victor Nsofor Obinna (ur. 25 marca 1987 w Jos) – nigeryjski piłkarz grający na pozycji napastnika.

## Kariera klubowa
Obinna urodził się w mieście Jos. Piłkarską karierę zaczynał w tamtejszym klubie Plateau United, który wcześniej wychował takich piłkarzy jak Celestine Babayaro czy Christian Obodo. Mając 16 lat zadebiutował w tym klubie w nigeryjskiej ekstraklasie. Z Plateau United zajął 4. miejsce w lidze, a w 2003 roku zmienił klub na Kwara United. Klub z miasta Ilorin nie był jednak tak silny jak Plateau i po zajęciu przedostatniego, 17. miejsca w lidze został zdegradowany o klasę niżej. Obinna nie zdecydował się grać w 2. lidze i ponownie zmienił klub. Przeszedł do jednego z najbardziej utytułowanych klubów w Nigerii, Enyimba FC. Rok 2005 rozpoczął w barwach właśnie tego zespołu, który potem wywalczył tytuł mistrza Nigerii, ale latem tego samego roku jeszcze w trakcie rozgrywek o mistrzostwo Nigerii Obinna przeniósł się do klubu Serie A, Chievo Werona. Z transferem do Włoch wiązały się pewne kontrowersje, gdyż Obinna podpisał jednocześnie dwa kontrakty – z Chievo i brazylijskim SC Internacional. W końcu sprawę wyjaśniono w FIFA i Victor został graczem klubu z Werony. W Serie A zadebiutował już w 2. kolejce, 11 września 2005 w wygranym 1:0 meczu z Parmą, gdy w 84. minucie zmienił Sergia Pellissiera. Już w czwartym swoim występie na włoskich boiskach zdobył bramkę. Było to 25 września, a Victor strzelił zwycięskiego gola w wygranym 2:1 wyjazdowym meczu z Sampdorią. W całym sezonie pokazał swój nieprzeciętny talent i został uznany za jednego z najlepszych graczy młodego pokolenia w Serie A. W sezonie 2005/2006 zagrał w 26 ligowych meczach i zdobył 6 bramek i walnie przyczynił się do zajęcia 4. miejsca przez Chievo w lidze (po aferze korupcyjnej przyznano werończykom 4. miejsce i odjęto punkty Fiorentinie, Juventusowi i Milanowi). Na początku sezonu 2006/2007 doznał kontuzji i nie uczestniczył w przegranych przez Chievo eliminacjach do Ligi Mistrzów. Do gry wrócił w listopadzie, a zabłyszczał przede wszystkim w 13. i 14. kolejce w meczach odpowiednio z Udinese Calcio i Livorno, w których to zdobył po 2 bramki, walnie przyczyniając się do zwycięstw 2:0 w tych meczach. Niestety jeszcze w tym samym sezonie Chievo pożegnało się z Serie A, zajmując zaledwie 18. miejsce. Victor nie opuścił jednak swojej drużyny i już w następnym sezonie wraz ze swoim klubem wrócił do pierwszej ligi. W letnim okienku transferowym w 2008 roku Obinna odszedł do Interu Mediolan. W sezonie 2008/2009 wystąpił w dziewięciu spotkaniach drużyny Nerazzurrich i zdobył jedną bramkę. Po zakończeniu sezonu José Mourinho ogłosił, że nie widzi dla niego miejsca w kadrze, i Nigeryjczyk został wypożyczony do zespołu Málaga CF. W letnim okienku 2010 przeszedł do West Hamu.
19 czerwca 2011 roku na zasadzie wolnego transferu przeszedł do Lokomotiwu Moskwa. Podpisał czteroletni kontrakt. W sezonie 2013/2014 był wypożyczony do Chievo. W 2015 przeszedł do MSV Duisburg. W sezonie 2016/2017 grał w SV Darmstadt 98, a w sezonie 2017/2018 w Cape Town City FC.
| Sezon   | Klub                 | Kraj              | Rozgrywki             | Mecze | Bramki |
| ------- | -------------------- | ----------------- | --------------------- | ----- | ------ |
| 2003    | Plateau United       | Nigeria           | Premier League (NGA)  | ?     | ?      |
| 2004    | Kwara United         | Nigeria           | Premier League (NGA)  | ?     | ?      |
| 2005    | Enyimba FC           | Nigeria           | Premier League (NGA)  | ?     | ?      |
| 2005/06 | Chievo Werona        | Włochy            | Serie A               | 26    | 6      |
| 2006/07 | Chievo Werona        | Włochy            | Serie A               | 24    | 5      |
| 2007/08 | Chievo Werona        | Włochy            | Serie B               | 32    | 8      |
| 2008/09 | Inter Mediolan       | Włochy            | Serie A               | 9     | 1      |
| 2009/10 | Málaga CF            | Hiszpania         | Primera División      | 26    | 4      |
| 2010/11 | West Ham United F.C. | Anglia            | Premier League        | 25    | 3      |
| 2011/12 | Lokomotiw Moskwa     | Rosja             | Priemjer-Liga         | 16    | 1      |
| 2012/13 | Lokomotiw Moskwa     | Rosja             | Priemjer-Liga         | 26    | 2      |
| 2013/14 | Lokomotiw Moskwa     | Rosja             | Priemjer-Liga         | 3     | 0      |
| 2013/14 | Chievo Werona        | Włochy            | Serie A               | 10    | 2      |
| 2014/15 | Lokomotiw Moskwa     | Rosja             | Priemjer-Liga         | 0     | 0      |
| 2015/16 | MSV Duisburg         | Niemcy            | 2. Bundesliga         | 15    | 3      |
| 2016/17 | SV Darmstadt 98      | Niemcy            | Bundesliga            | 2     | 0      |
| 2017/18 | Cape Town City FC    | Południowa Afryka | Premier Soccer League | 12    | 1      |

## Kariera reprezentacyjna
Swoją karierę reprezentacyjną Obinna rozpoczął od występów w młodzieżowej reprezentacji Nigerii. Z zespołem tym w kategorii Under-20 zakwalifikował się do Młodzieżowych Mistrzostw Świata w Holandii. W 2006 roku został powołany do pierwszej reprezentacji na Puchar Narodów Afryki 2006 odbywający się w Egipcie. Tam też zadebiutował w seniorskiej kadrze, 23 stycznia w wygranym 1:0 meczu grupowym z Ghaną. W grupie D zagrał także w meczu z Senegalem (2:1). W ćwierćfinałowym meczu z Tunezją był jednym z głównych aktorów tego widowiska. W 6. minucie zdobył gola dającego prowadzenie, ale po 120 minutach wynik brzmiał 1:1. W serii rzutów karnych nie zmarnował swojego strzału i pokonał z 11 metrów Ali Boumnijela, a Nigeryjczycy ostatecznie wygrali w nich 7:6. Obinna pojawił się na boisku jeszcze meczu o 3. miejsce, w którym Nigeria pokonała Senegal 1:0. W 2008 roku został powołany do reprezentacji U-23 na Igrzyska Olimpijskie w Pekinie, gdzie Nigeria zdobyła srebrny medal.